# Ірландія на пісенному конкурсі Євробачення 1994
На Євробаченні 1994 Ірландію представили Пол Харрінгтон і Чарльз Макгеттіган з піснею Rock 'n' Roll Kids. Ірландія зайняла 1 місце з 226 балами; сам захід проводився в столиці Ірландії — Дубліні. Найбільшу кількість балів (12) Ірландії дали Хорватія, Німеччина, Ісландія, Норвегія, Португалія, Росія, Швейцарія та Нідерланди; найбільшу кількість балів (12) від Ірландії отримала Угорщина. 
Виставлені бали Ірландії іншими країнами:
| Країна               | Кількість балів |
| -------------------- | --------------- |
| Австрія              | 10              |
| Боснія і Герцеговина | 10              |
| Хорватія             | 12              |
| Кіпр                 | 8               |
| Естонія              | 10              |
| Фінляндія            | 7               |
| Франція              | 8               |
| Німеччина            | 12              |
| Угорщина             | 10              |
| Ісландія             | 12              |
| Литва                | 10              |
| Мальта               | 5               |
| Норвегія             | 12              |
| Польща               | 8               |
| Португалія           | 12              |
| Румунія              | 8               |
| Росія                | 12              |
| Словаччина           | 6               |
| Іспанія              | 10              |
| Швеція               | 10              |
| Швейцарія            | 12              |
| Нідерланди           | 12              |
| Велика Британія      | 10              |
| Усього               | 226             |

Бали, виставлені Ірландією іншим країнам:
| Країна          | Кількість балів |
| --------------- | --------------- |
| Польща          | 7               |
| Німеччина       | 5               |
| Угорщина        | 12              |
| Мальта          | 10              |
| Норвегія        | 3               |
| Франція         | 2               |
| Португалія      | 8               |
| Росія           | 4               |
| Велика Британія | 1               |
| Ісландія        | 6               |